# Owczarnia (powiat olsztyński)
Owczarnia (niem. Neu Bertung) – osada w Polsce położona w województwie warmińsko-mazurskim, w powiecie olsztyńskim, w gminie Stawiguda nad jeziorem Bartąg. Osada graniczy bezpośrednio z Olsztynem.
W latach 1975–1998 miejscowość administracyjnie należała do województwa olsztyńskiego. Osada znajduje się w historycznym regionie Warmia.
Osada stanowiła niegdyś folwark należący do majątku dworskiego w Bartążku.
Obecnie stanowi teren rozrastającej się zabudowy domów jednorodzinnych, od strony Olsztyna, obejmując należące do Bartąga ulice Przyrodniczą, Morenową, Brzozową, Kasztanową, Cisową, Grabową, Dębową i Orzechową . 

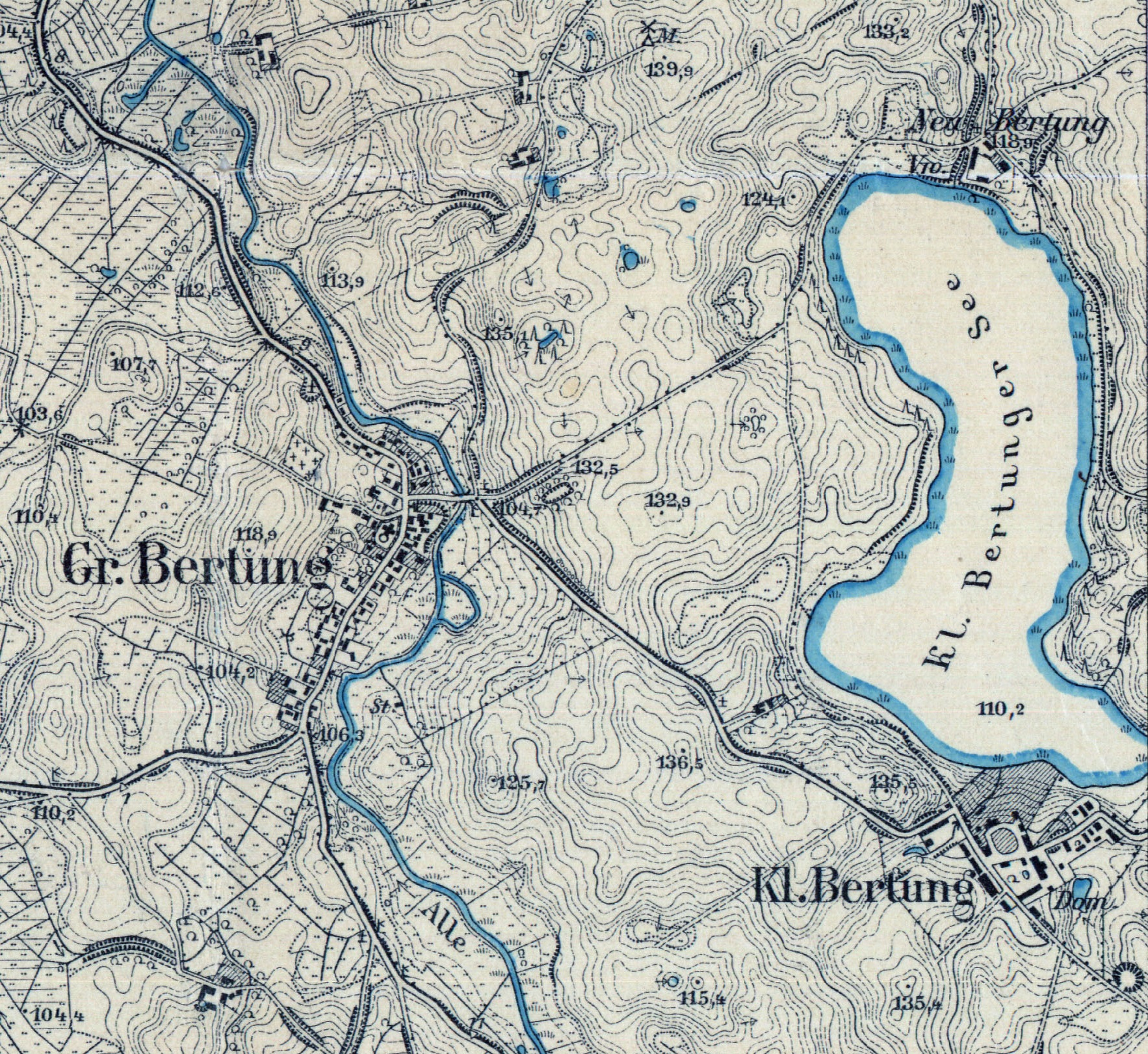
Bartążek, Owczarnia i Bartąg, mapa topograficzna z 1914 roku